# 328

## Събития
- Римският император Константин открива Константиновия мост над река Дунав.